# Cmentarz wojenny w Brzostówce
Cmentarz wojenny w Brzostówce – nieistniejący cmentarz z okresu I wojny światowej, który znajdował się w Brzostówce, w gminie Serniki, w powiecie lubartowskim.
Na cmentarzu pochowano:
- 38 żołnierzy niemieckich z:
  - 21, 45, 59, 74, 120, 122 i 146 pułku piechoty
  - 2 pułku dragonów gwardii
  - 201 i 209 kompanii pionierów
  - 105 oddziału budowy mostów
- 1 żołnierza rosyjskiego
- 2 ofiary cywilne

W 1934 r. pochówki przeniesiono na pobliski cmentarz wojenny w Nowej Woli.